# Wola Zdakowska
Wola Zdakowska est une localité polonaise de la gmina de Gawłuszowice, située dans le powiat de Mielec en voïvodie des Basses-Carpates.